# Teatro Real
Teatro Real (Det Kongelige Teater) eller bare El Real er et stort operahus i Madrid i Spanien.
Teatret var under planlægning i 32 år, inden et kongeligt dekret i 1850 krævede en snarlig opførelse, hvorpå det stod færdigt efter blot fem måneders byggeri. Bag dekretet stod dronning Isabella, der residerede i Palacio Real, der ligger lige over for teatret. Indvielsen fandt sted 19. oktober 1850 med opførelsen af Gaetano Donizettis La Favorite.
Ved anlæggelsen af Madrids metro blev teatret skadet i sådan en grad, at det i 1925 blev lukket ned. Det blev først genåbnet i 1966, hvor det i første omgang fungerede som koncerthus. I 1969 husede det Eurovision Song Contest. I 1990'erne besluttede man sig for igen at benytte teatret som operahus, og det blev genindviet som sådan i 1997. Renoveringen i den forbindelse lagde vægt på at skabe et klassisk operarum med blot basale moderniseringer. Dette har betydet, at der i teatret findes et ganske betragteligt antal sæder, der har ingen eller meget lidt udsigt til scenen. For at kompensere for dette filmes forestillingerne, og de projiceres op på sidevæggene, så alle kan se, hvad der foregår. 